# Paradoxostoma rotundatum
Paradoxostoma rotundatum is een mosselkreeftjessoort uit de familie van de Paradoxostomatidae. De wetenschappelijke naam van de soort is voor het eerst geldig gepubliceerd in 1894 door Müller.